# Ще не вмерла Україна
«Ще не вмерла Україна» — урочиста пісня Михайла Вербицького на слова Павла Чубинського, основа Державного Гімну України. Існує в кількох версіях.

## Історія

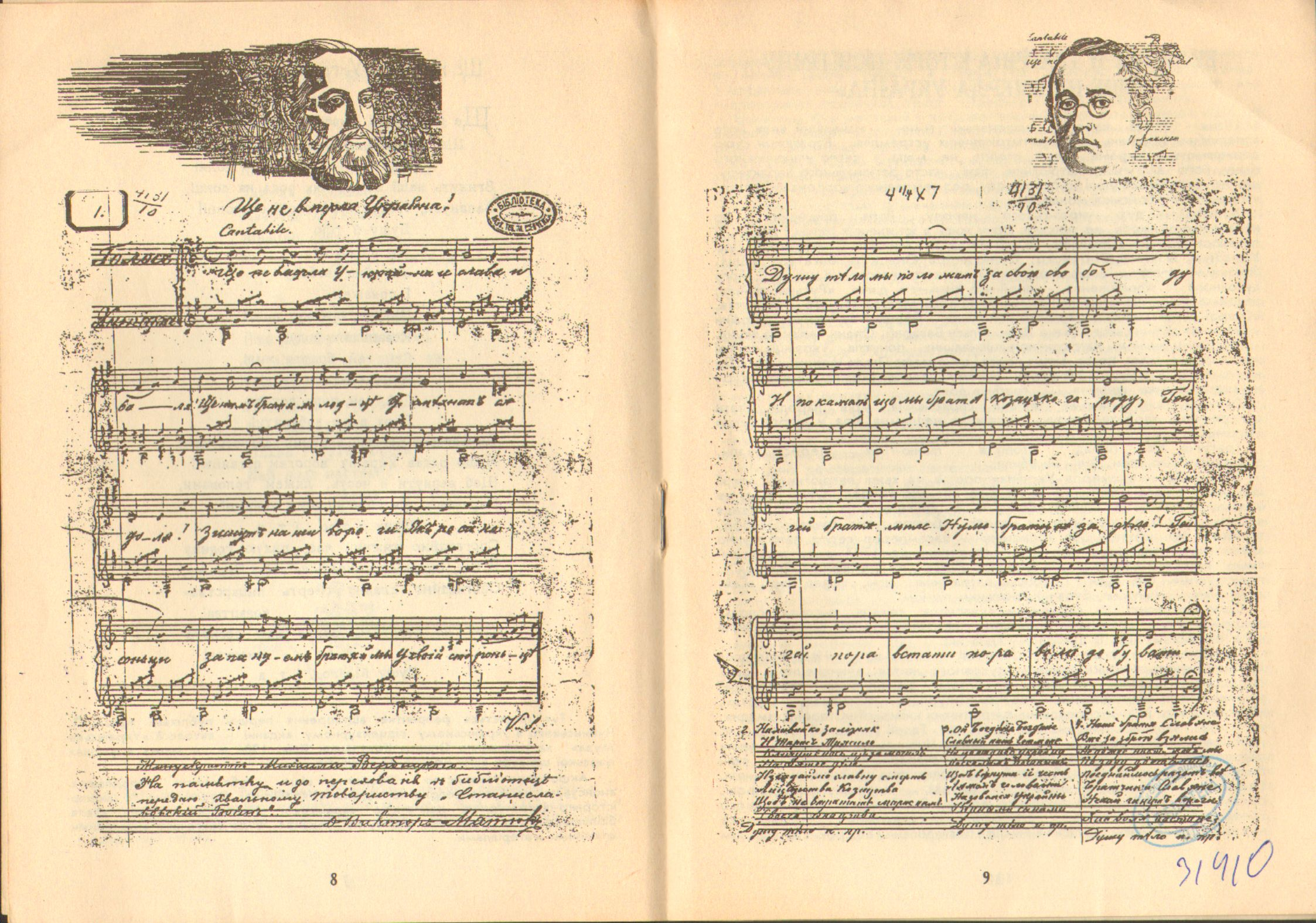
Автограф Михайла Вербицького. Ноти для голосу й гітари (1965).

Як свідчать сучасники, восени 1862 року на одній із вечірок у Павла Чубинського сербські студенти, що навчалися в Київському університеті, співали патріотичну пісню, у якій згадувався цар Душан, а в приспіві були слова «срце бије и крв лије за своју слободу» (або «срб се бије и крв лије за своју слободу…»). Чубинському пісня дуже сподобалася, і він раптом подався в іншу кімнату, а через пів години вийшов звідти з готовим текстом пісні «Ще не вмерла Україна», яку тут же проспівали на сербський мотив. Деякі дослідники вважають, що на написання також вплинули мотиви мазурки Jeszcze Polska nie zginęła, яка згодом стала польським гімном. «Мазурка Домбровського» на той час була популярною серед народів, що боролися за незалежність (уже за кілька місяців після написання вірша Чубинського почалося січневе повстання). Зокрема, на мотив цієї польської пісні словацький поет Само Томашек написав пісню «Гей, слов'яни», що була гімном Югославії у 1944—2003 роках. Інша відома версія цієї пісні — болгарська «Шуми Марица», яка стала гімном Болгарії у 1886—1944 роках. Усе це сталося у Києві на вулиці Великій Васильківській, 122, у домі купця Лазарєва, де автор квартирував (тепер на тім місці будинок номер 106).
Поширення цього вірша серед українофільських гуртків, щойно об'єднаних у Громаду, сталося дуже швидко. 20 жовтня того ж року шеф жандармів князь Долгоруков дав розпорядження вислати Чубинського «за шкідливий вплив на розум простолюду» («за вредное влияние на умы простолюдинов») на проживання в Архангельську губернію під нагляд поліції.
Перша публікація вірша Павла Чубинського — у львівському журналі «Мета», 1863, № 4, який фактично вийшов 15 січня 1864 р. Цей вірш (без зазначення автора) був першим у номері, після нього опубліковані ще три поезії Тараса Шевченка і підпис «Тарас Шевченко» поставлено після останнього вірша, тому довший час всі на Галичині були переконані, що автором є саме геніальний Кобзар, до якого ставилися майже з побожністю.
Отримавши поширення на Західній Україні, вірш не пройшов повз увагу релігійних діячів того часу. Один із них, отець Михайло Вербицький, знаний композитор свого часу, одноліток Шевченка і перший галицький композитор-популяризатор його творів, захоплений цим патріотичним віршем, написав музику до вірша «Ще не вмерла Україна» ще за пів року до першої публікації у журналі «Мета». Сам текст у 1863 році у Галичину привіз українофіл польського походження Павлин Свєнціцький. Згодом, ймовірно, через катехита Перемиської семінарії о. Юстина Желехівського, текст потрапляє до його друга Михайла Вербицького.
До наших днів дійшов автограф пісні «Ще не вмерла Україна», написаної Вербицьким для голосу («солоспіву») в супроводі гітари. Він зберігається у відділі рукописів Львівської Наукової бібліотеки ім. В. Стефаника (фонд Якубовича, № 10, п.1).
Вперше о. Михайло Вербицький сам виконав її на сходинах (зібранні) студентської організації «Громада» у музейній залі Духовної гімназії в Перемишлі. Ректор семінарії о. Григорій Гинилевич, захоплений почутим, наполегливо рекомендував семінаристам поширювати цей твір серед прочан (а перепис — серед інших «Громад» Галичини), а о. Вербицького попросив зробити зі солоспіву хоровий варіант. Незабаром була оприлюднена авторська версія для хорового виконання.
До 2025 р. загальнопоширеною була думка, що перше публічне виконання відбулося 10 березня 1865 у Перемишлі як завершальний номер концерту, присвяченого Тарасові Шевченку. Однак насправді урочисто вперше цей хоровий твір виконали в Перемишлі в день празника Св. Івана Хрестителя 1 липня 1864 року.
Відкриття Українського театру у Львові 25 грудня 1864 року постановкою оперети Карла Гейнца (Кароля Гейнча або Гайнча (1820—1860), власне його україномовна «комедія-опера» називалася «Поворот запорожців з Трапезунда», опублікована 1842 р. в Києві) «Запорожці» розпочалось із виконання «Ще не вмерла Україна» (у виставі перший рядок було змінено на «Ще не вмерло Запорожжя»), тому деякі джерела вказують, що саме тоді широка громадськість уперше познайомилася з піснею.
Перша публікація з нотами — у 1865-му.
У 1891 р. отець-композитор Остап Нижанківський уклав збірник «Слов'янські гимни» («В'язанка»), де вперше назвав «Ще не вмерла Україна» «гимном русько-українським».
На платівку вперше записаний у кельнському відділенні «Грамофону» в жовтні 1910 року у виконанні Модеста Менцинського.
У Царській Росії пісня «Ще не вмерла Україна» вперше була опублікована 1908 р. в антології Украінська Муза.
Уперше почав використовуватись як державний гімн у 1917 році, однак у 1917—1920 рр. «Ще не вмерла Україна» як єдиний державний гімн законодавче не був затверджений, використовувалися й інші гімни.
15 березня 1939 року «Ще не вмерла Україна» затверджений гімном Карпатської України.
6 березня 2003 р. Законом України «Про Державний Гімн України» затверджено текст Державного Гімну України в основу якого покладено пісню «Ще не вмерла Україна» на музику Михайла Вербицького із словами першого куплету та приспіву твору Павла Чубинського. У 1-й статті Закону зазначено: «Державним Гімном України є національний гімн на музику М.Вербицького зі словами першого куплету та приспіву П.Чубинського в такій редакції:
„Ще не вмерла України і слава, і воля,
Ще нам, браття молодії, усміхнеться доля.
Згинуть наші воріженьки, як роса на сонці.
Запануєм і ми, браття, у своїй сторонці.
Приспів:
Душу й тіло ми положим за нашу свободу,
І покажем, що ми, браття, козацького роду“».

## Версії
| Оригінальний вірш (1862) Ще не вмерла Україна, І слава, і воля! Ще нам, браття-молодці, Усміхнеться доля! Згинуть наші вороги, Як роса на сонці; Запануєм, браття й ми У своїй сторонці. Приспів: Душу, тіло ми положим За свою свободу І покажем, що ми браття Козацького роду. Гей-гей, браття миле, нумо Братися за діло! Гей-гей пора встати, пора Волю добувати! Наливайко, Залізняк І Тарас Трясило Кличуть нас із-за могил На святеє діло. Ізгадаймо славну смерть Лицарства-козацтва, Щоб не втратить марне нам Своєго юнацтва. Приспів. Ой, Богдане, Богдане, Славний наш гетьмане! Нащо віддав Україну Москалям поганим?! Щоб вернути її честь, Ляжем головами, Назовемся України Вірними синами! Приспів. Наші браття слав'яне Вже за зброю взялись; Не діжде ніхто, щоб ми Позаду зістались. Поєднаймось разом всі, Братчики-слав'яне: Нехай гинуть вороги, Най воля настане! Приспів. | Пісня (1865) Ще не вмерла Украйна, І слава, і воля! Ще нам, браття-молодці, Усміхнеться доля! Згинуть наші вороги, Як роса на сонці; Запануєм, браття й ми У своїй сторонці. Приспів: Душу, тіло ми положим За свою свободу І покажем, що ми браття Козацького роду. Гей-гей, браття миле, нумо Братися за діло! Гей-гей пора встати, пора Волю добувати! Наливайко, Залізняк І Тарас Трясило Кличуть нас із-за могил На святеє діло. Ізгадаймо славну смерть Лицарства-козацтва, Щоб не втратить марне нам Своєго юнацтва. Приспів. Ой, Богдане, Богдане, Славний наш гетьмане! Нащо віддав Украйну Москалям поганим?! Щоб вернути її честь, Ляжем головами, Назовемся Украйни Вірними синами! Приспів. Наші браття слав'яне Вже за зброю взялись; Не діжде ніхто, щоб ми Позаду зістались. Поєднаймось разом всі, Братчики-слав'яне: Нехай гинуть вороги, Най воля настане! Приспів. |

| Грамзапис Михайла Зазуляка (Студія Columbia, США, 1916) Гей, не вмерла Україна, і слава і воля. Ще нам, браття молодії усміхнеться доля. Згинуть наші вороженьки, як роса на сонці. Запануєм i ми, браття, у своїй сторонці. Душу, тіло ми положим за нашу свободу, І покажем, що ми, браття, козацького роду. Згорь(?) серця, браття мої, нехай вік лунає. Нехай згине той навіки, хто волі не знає І не хоче Україні слави здобувати, Свободи і щастя, волі пригнобленій дати. Душу, тіло ми положим за нашу родину, І здобудем ми щасливо вольну Україну! | Січова версія (щонайпізніше 1921) Ще не вмерла Україна, ні слава, ні воля, Ще нам, браття молодії, усміхнеться доля. Згинуть наші вороженьки, як роса на сонці, Запануєм і ми, браття, в нашій сторонці. Приспів: Душу тіло ми положим за нашу свободу, І покажем, що ми, браття, з козацького роду. Та як станем разом, браття, від Сяну до Дону, В своїм краю панувати не дамо нікому. Чорне море ще всміхнеться, Дніпро ще зрадіє, Ще над Галич, Буковину доленька наспіє. Приспів. Сильна воля, праця щира ще свого докаже, В Україні ще ся волі пісонька розляже. За Карпати відоб'ється, згомонить степами, України слава стане поміж народами. Приспів. З наших предків кожу дерли, на паль їх вбивали, А таки нас не пожерли вороги зухвалі. Плила кровця, червонила степи і могили — Наші груди запалила огнем волі й сили. Приспів. Що козацтву не удалось — те нам довершити, Ворогів десь тільки взялось — треба їх провчити! Рідний краю, Україно, благослови діти, Йдем за Тебе, за Єдину боротись, терпіти. Приспів. |

| Сучасна версія (щонайпізніше 1990) Ще не вмерла Україна, ні слава, ні воля. Ще нам, браття молодії, усміхнеться доля. Згинуть наші вороженьки, як роса на сонці, Запануєм і ми, браття, у своїй сторонці. Приспів: Душу, тіло ми положим за нашу свободу, І покажем, що ми, браття, козацького роду. Станем, браття, в бій кривавий від Сяну до Дону, В ріднім краю панувати не дамо нікому; Чорне море ще всміхнеться, дід Дніпро зрадіє, Ще у нашій Україні доленька наспіє. Приспів. А завзяття, праця щира свого ще докаже, Ще ся волі в Україні піснь гучна розляже, За Карпати відоб'ється, згомонить степами, України слава стане поміж народами. Приспів. | Кубанська версія (зі станиці Переясловська) Ще й не вмерла Україна, Ні слава, ні воля, Ще нам, браття молоденькі, усміхнеться доля (2). Згинуть наші вороженьки, Як роса на сонці, Запануємо ми, браття, У своїй сторонці. Панували, добували Ми своєї долі, Де той вітер, осталися, Бо лягли у полі. Душу й тіло ми положим За свою свободу. Ще й докажем, що ми, браття, Козацького роду. |

### Інтерпретація Валентина Сильвестрова
У 2014 році на ці ж самі слова написав твір для мішаного хору Валентин Сильвестров. Вперше прозвучав у виконанні хору «Київ» у Михайлівському Золотоверхому соборі на концерті в рамках XXV фестивалю «Прем'єри сезону» 31 травня 2015 року.
В. Сильвестров. Автор залишив такі спогади щодо створення гімну:
| У моєму «Гімні» є алюзії до дзвонового дзвону. Бо ж коли розганяли Майдан, били у дзвони. Я уже наголошував журналістам, що це був другий випадок в історії Михайлівського монастиря. Там розповіли, що вперше дзвони били під час татаро-монгольської навали 1240 року.[21] |

## Цікаві факти

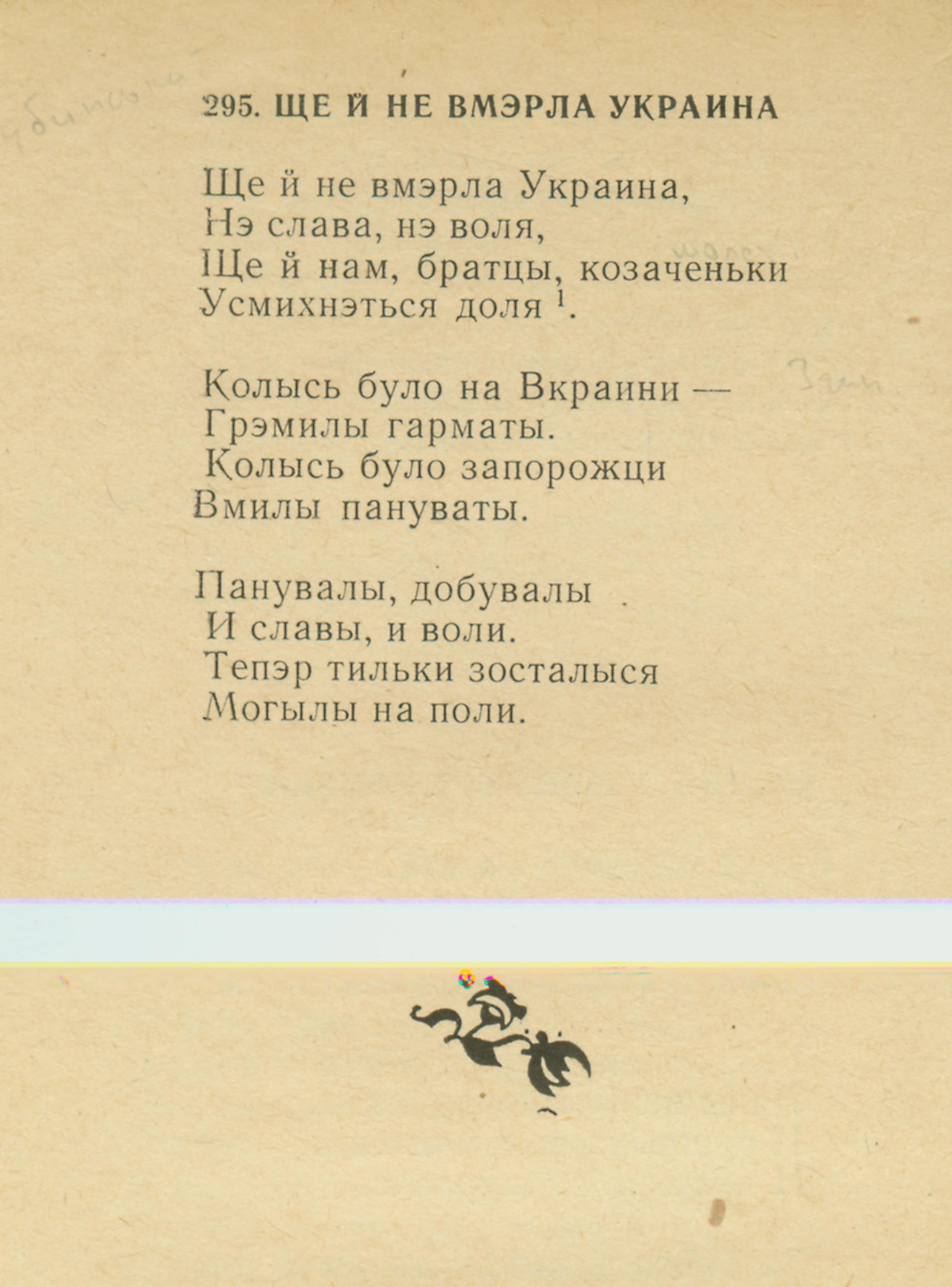
Текст Кубанської народної пісні надруковано в радянському виданні «Песни казаков Кубани» (Краснодар: Краснодарское книжное издательство, 1969) за редакцією Івана Варрави

- На платівку вперше записаний у кельнському відділенні «Грамофону» в жовтні 1910 року[15] у виконанні Модеста Менцинського.
- До недавнього часу вважалося, що перший запис гімну «Ще не вмерла Україна!», тиражованим на грамплатівці, був здійснений на Студії Columbia, США, в 1916. Співає баритон Михайло Зазуляк[22].

- Кубанський поет і краєзнавець Іван Варавва включив до виданої в 1966 році в СРСР збірки «Пісні козаків Кубані» текст пісні «Ще не вмерла Україна», а Кубанський козачий хор виконував її як давню козацьку пісню[23][24].

- 1963 р. до 100-річчя українського гімну «Ще не вмерла Україна» Відділ ООЛ видав серію марок, наліпок, франкотипів, поштових листівок із зображенням авторів гімну Павла Чубинського і Михайла Вербицького, роботи митця Миколи Бідняка[25].

- У вересні 1989 року вперше публічно Гімн «Ще не вмерла Україна» виконав Василь Жданкін під час фестивалю Червона Рута-1989 у Чернівцях на стадіоні Буковина.

- 24 серпня 1991 року Гімн вільного українського народу «Ще не вмерла Україна» перед будівлею українського парламенту першою виконала тернопільська «Заграва».